# Akalabeth: World of Doom
Akalabeth: World of Doom ([ɐˈkɛlɐbɛθ] â-KÉ-lâ-béth), posteriormente conhecido como Ultima 0, é um jogo eletrônico de RPG desenvolvido por Richard Garriott em 1979 para Apple II, e publicado em 1980 pela California Pacific Computer Company. Garriott criou o jogo, que agora é reconhecido como um dos primeiros exemplos conhecidos de um RPG eletrônico, como um passatempo. O jogo também é o precedessor da série de jogos Ultima, que deu início à carreira de Garriott. Garriott é o único autor do jogo, com exceção da arte do título, criada por Keith Zabalaoui.
O jogo tenta trazer a jogabilidade dos jogos de RPG de papel e caneta para a plataforma do computador. O jogo usou conceitos que mais tarde se tornariam padrão na série Ultima, incluindo dungeon crawling, a necessidade de alimentos para sobreviver, uma visão aérea do mundo, teclas de atalho usadas para comandos e o uso do inglês elisabetano.